# Sennen (Cornualla)
Sennen és un municipi a l'extrem oest de la costa de Cornualla a la Gran Bretanya, el poble de Sennen és a 13 km a l'oest de Penzance.
Els nuclis de població més importants del municipi són Churchtown, Trevescan, Carn Towan, Sennen Cove i Land's End, que és a l'extrem més occidental de la Gran Bretanya.